# زمان رنگین کمانی
 زمان رنگین کمانی (به انگلیسی: Rainbow Time) یک فیلم کمدی-درام آمریکایی ۲۰۱۶ است که به کارگردانی لیناس فیلیپس است.

## داستان
یک مرد ۴۰ ساله بنام «شنزی» نزد برادرش «تاد» فرستاده می‌شود تا با او زندگی کند. اما وقتی شنزی وارد رابطه ای با لیندزی، دوست دختر تاد می‌شود، تاد او را به فاش کردن اسرار گذشته تهدید می‌کند…

## بازیگران
- لیناس فیلیپس در نقش شنزی
- تیم شارپ در نقش تاد
- توبین بل در نقش پیتر
- ملانی لینسکی در نقش لیندزی
- جی دپلاس در نقش آدام
- آرتمیس پبدانی در نقش جاستین
- جنیفر پریدیجر در نقش سارا
- لورن ویدمن در نقش نینا
- رابرت لانگستریت در نقش پدر جک
- سارا اسمیک در نقش جن
- ریگان یتس در نقش لیلی
- سامانتا بوکانان در نقش سم

## اکران
این فیلم در تاریخ ۱۳ مارس ۲۰۱۶ در جشنواره جنوب از جنوب غربی منتشر شد. اندکی پس از آن، اورچرد حق توزیع جهانی این فیلم را بدست آورد.
این فیلم همچنین در جشنواره بین‌المللی فیلم سیاتل در تاریخ ۲۰ مه ۲۰۱۶ به نمایش درآمد.
این فیلم در ۴ نوامبر ۲۰۱۶ اکران شد.